# Sân vận động Trinidad
Sân vận động Guillermo Prospero Trinidad (tên chính thức là Khu liên hợp thể thao Guillermo Prospero Trinidad) là một sân vận động đa năng ở Oranjestad, Aruba. Đây là sân vận động quốc gia của Aruba, được đặt theo tên của Guillermo Trinidad, một chính trị gia ở cùng khu phố (Dakota). Ban đầu sân vận động được đặt theo tên của cựu Nữ hoàng Hà Lan Wilhelmina, nhưng tên đã được thay đổi vào năm 1994 sau khi việc cải tạo hoàn thành. Sân vận động tổ chức các trận đấu bóng đá và cả các giải đấu điền kinh. Sân có sức chứa khoảng 2.500 khán giả. Sinbad đã biểu diễn vở hài kịch đặc biệt "Nothin 'but the Funk" trên HBO tại đây vào năm 1997.

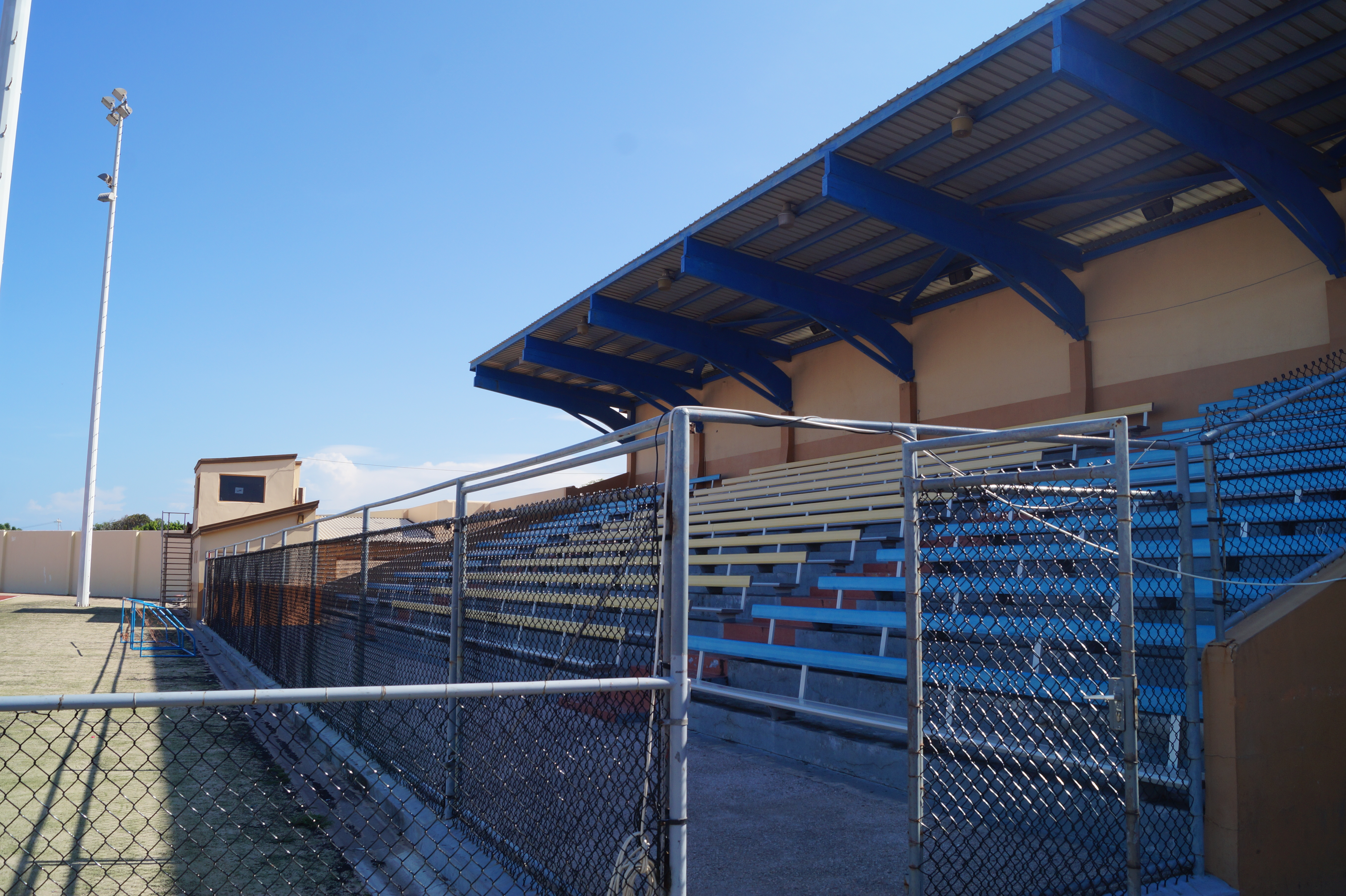
Khán đài
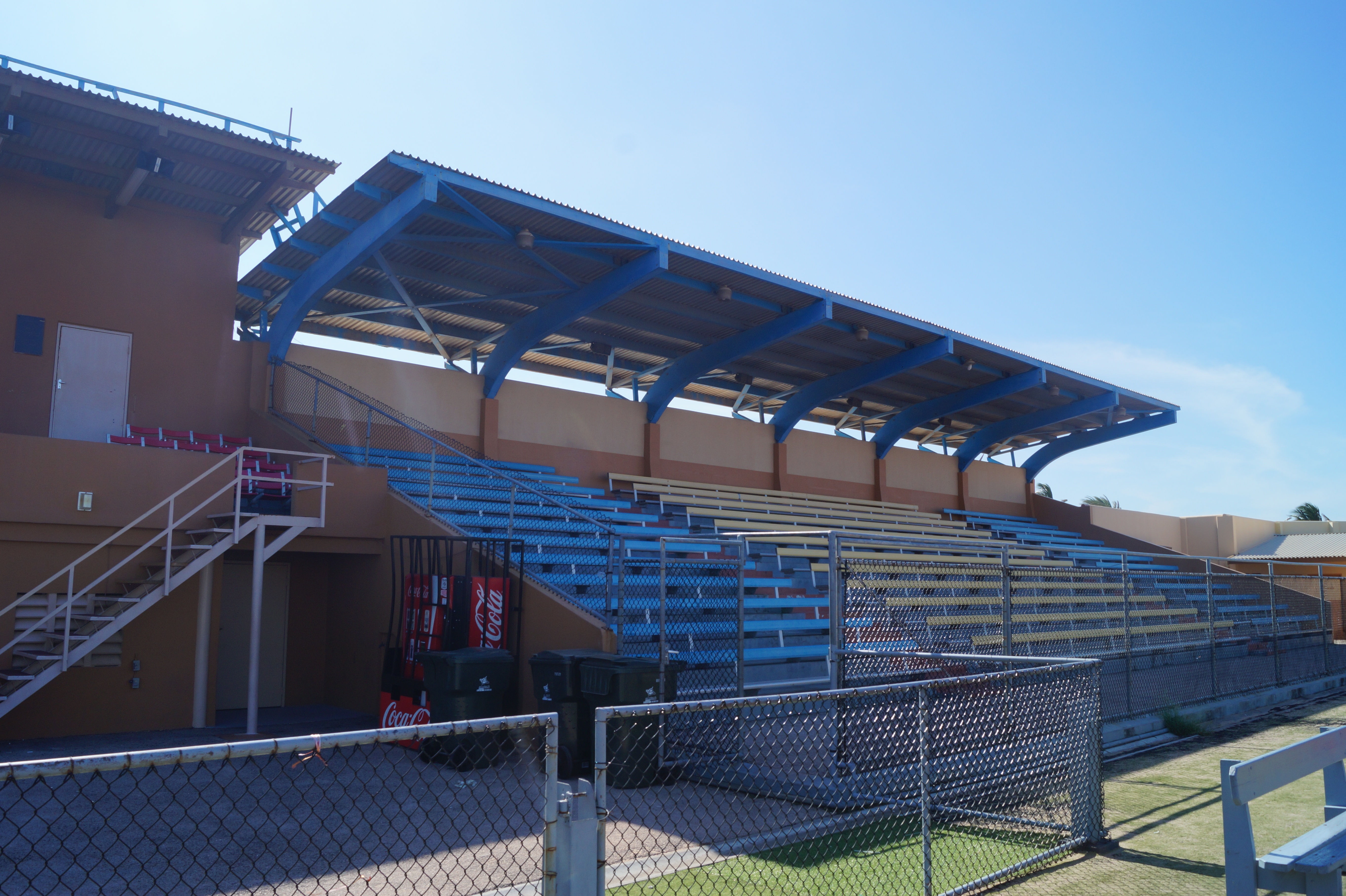
Khán đài